# Kecskés Ágnes
Kecskés Ágnes (Komárom, 1942. október 25. –) Munkácsy Mihály-díjas magyar textilművész. A Széchenyi Irodalmi és Művészeti Akadémia tagja (1995).

## Életpályája
Felsőfokú tanulmányokat a Magyar Iparművészeti Főiskolán folytatott, 1970-ben nyert iparművészeti diplomát textil szakon. Pályakezdő éveiben a magyar népművészeti hagyományok motívumai jelentkeztek alkotásain, diplomamunkája Dédnagymama c. gobelinje (1970). Az 1980-as évektől stílust váltott, textiljein eluralkodott a harmóniát sugárzó lírai, festői szemlélet.
Finom eszközökkel ábrázolta a természetet, lágy színekkel és a len különböző árnyalataival szőtte meg a Dunakanyart és a körötte elterülő tájat. A táj domborulatait a lenszálak erősen szemcsés felületével, a víz alatti világot pedig a puha kékek és fehérek egymásba olvadó pasztell tónusú képeivel érzékeltette. A Dunakanyart több változatban is megszőtte (1976, 1983 és 1984). Textiljei közül kiemelkedik a körömi kis zarándoktemplom oltár-kárpitja (1980-1985) is, amely szabályos hatalmas kompozíció az egyöntetű sík felületen, melynek közepére egy Mária-kegyképet helyezett, a kegykép kidolgozása ékszerszerű, aprólékos kidolgozású, a bizánci ikonok hagyományát eleveníti fel. Az ábrázolások festői szépsége és frízt alkotó képkockáinak sora műveinek karakteres formája. Az 1990-es évekből jeles alkotásai: Himnusz (1994-1995), Komárom (1996).
Közgyűjtemények őrzik munkáit, köztük Magyar Iparművészeti Múzeum, Magyar Nemzeti Múzeum, Szombathelyi Képtár.

## Kiállításai (válogatás)[1]

### Egyéni
- 1973 • József Attila Tudományegyetem, Szeged
- 1974 • DMM, Komárom (Csehszlovákia)
- 1976 • Fészek Klub, Budapest
- 1977 • Fényes Adolf Terem, Budapest • Göcsej Múzeum, Zalaegerszeg
- 1979 • Galerie Holly, Walohwill (CH) • Bartók Béla Művelődési Ház, Szeged • Dömösi Galéria, Dömös
- 1980 • Kuny Domonkos Múzeum, Tata
- 1981 • Galerie Rechtsteiner, Zürich • Körömi Kápolna
- 1984 • Kernstok Terem, Tatabánya • Bakonyszombathelyi Művelődési Ház, Bakonyszombathely
- 1985 • Komáromi Kisgaléria, Komárom
- 1986 • Vigadó Galéria, Budapest
- 1987 • Magyar Intézet, Varsó
- 1988 • Galerie Noran, Lüdinghausen (Németország) • Jurisics-vár, Kőszeg (katalógussal)
- 1992 • "Belvedereschlössl", Stokerau (Ausztria)
- 1995 • Budapesti Történeti Múzeum, Budapest (katalógussal)
- 2000 • Móra Ferenc Múzeum, Szeged.
- 2009 • Kecskés Ágnes életmű-kiállítása, Tihanyi Bencés Apátság Galériája, Tihany

### Csoportos
- 1970 • Fiatal Iparművészek I. Országos kiállítása, Ernst Múzeum, Budapest
- 1972 • Őszi Tárlat, Tata
- 1974 • Mai Magyar Iparművészet II., Iparművészeti Múzeum, Budapest
- 1979 • Samy Galerie, Gent
- 1980 • A kéz intelligenciája, Műcsarnok, Budapest
- 1980-1992 • 6-12. Fal- és Tértextil Biennálék, Szombathelyi Képtár, Szombathely
- 1980 • Nemzetközi Miniatűrtextil Biennálé, Szombathely • Galerie Sin' Paora, Párizs
- 1982 • Erfurti Quadriennálé, Iserlohnhaus (NDK) • Mai Magyar Iparművészet, Oslo • Moszkva
- 1984 • Magyar Iparművészeti kiállítás, Műcsarnok, Budapest
- 1985 • Magyar Gobelin 1945-1985, Műcsarnok, Budapest
- 1986 • Frankfurti selyembiennálé, Frankfurt am Main
- 1987 • Kortárs Magyar Textilművészeti Kiállítás, Castle Museum, Nothingham (Egyesült Királyság) • Magyar Gobelin, Riga
- 1988 • Eleven Textil, Műcsarnok, Budapest
- 1987-1991 • St. Lukács-kör
- 1990 • Minitől a maxiig, Eisenstadt • Wiener-Neustadt • A 10. Fal- és Tértextil Biennálé-díjazottjainak kiállítása, Szombathely
- 1991 • A Ferenczy család, Vigadó Galéria, Budapest • Arelis, Salon de la Tapisserie Contemporaine a la Cité Internationale des Arts, Párizs • Gutenberg vára (Ausztria)
- 1992 • Tokiói Magyar Napok, Metropolitan Art Space, Tokió
- 1993 • II. Nemzetközi Textil Triennále, Tournai

## Díjak, elismerések
- Szakszervezetek Országos Tanácsa-ösztöndíj (1986);
- Rózsa Anna-díj (1986);
- Munkácsy Mihály-díj (1987);
- Római ösztöndíj (1988);
- Ferenczy-emlékkiállítás, II. díj (1991).